# Фильм о боевых искусствах
Фильм о боевых искусствах — кинематографический жанр, особенно популярный в странах Азии и также имевший большую популярность в западных странах в 1980-х и 1990-х годах. Фильмы этого жанра содержат большое количество боевых сцен с применением боевых искусств (карате, кунг-фу, тхэквондо и т. д.), являющихся, как правило, кульминационными элементами всего произведения. Боевые искусства и самосовершенствование при помощи боевых искусств в этих фильмах является важной основой для развития сюжета и раскрытия образов персонажей. Типичный сюжет повествует о начинающем воине, который вначале терпит неудачу, но затем, пройдя большой путь тренировок духа и тела, приложив много усилий и став мастером, возвращается и побеждает своих врагов.